# Isofraxidin
Isofraxidin es un compuesto químico que se encuentra en una variedad de plantas, incluidas Eleutherococcus senticosus.